# Elect the Dead
Elect the Dead je debitanstski solo album frontmena sastava System of a Down, Serja Tankiana. 
Na albumu, uz Serja još sviraju bubnjar System of a Downa John Dolmayan, bubnjar Guns N' Rosesa Bryan Mantia, basist i gitarist Dan Monti, operna pjevačica Ani Maldjian i drugi. Album je objavljen 22. listopada 2007. te se nalazio na četvrtom jestu Billboard 200 ljestvice.

## Popis pjesama
Sve pjesme je napisao i izveo Serj Tankian
1. Empty Walls - 3:49
2. The Unthinking Majority - 3:46
3. Money - 3:53
4. Feed Us - 4:31
5. Saving Us - 4:41
6. Sky Is Over - 2:57
7. Baby - 3:31
8. Honking Antelope - 3:50
9. Lie Lie Lie - 3:33
10. Praise the Lord and Pass the Ammunition - 4:23
11. Beethoven's Cunt - 3:13
12. Elect the Dead - 2:54
13. The Reverend King (bonus pjesma) 2:49

### Bonus pjesme
1. Blue - 2:45
2. Empty Walls (akustično) - 3:46
3. Feed Us (akustično) - 4:21
4. Falling Stars - 3:05

## Top liste
| Godina | Top lista                | Pozicija |
| ------ | ------------------------ | -------- |
| 2007.  | Top Canadian Albums      | 3        |
| 2007.  | The Billboard 200        | 4        |
| 2007.  | Austrian Albums Top 75   | 5        |
| 2007.  | German Albums Top 75     | 10       |
| 2007.  | Swiss Albums Top 100     | 11       |
| 2007.  | Finland Albums Top 40    | 12       |
| 2007.  | New Zealand Albums Chart | 14       |
| 2007.  | ARIA Top 50 (Australia)  | 19       |
| 2007.  | France Albums Top 150    | 23       |
| 2007.  | UK Albums Chart          | 26       |

## Vanjske poveznice
- Serjical Strike Records
- Službena stranica Serja Tankiana